# Dracula's Daughter
Dracula's Daughter is een Amerikaanse horrorfilm uit 1936, geproduceerd door Universal Pictures. De film is een vervolg op Dracula uit 1931.

## Verhaal
De film begint op het punt waar de vorige film ophield. Graaf Dracula is zojuist verslagen door Professor Van Helsing. Van Helsing wordt gearresteerd door Scotland Yard. Hij bekent dat hij inderdaad Dracula gedood heeft, maar daar Dracula al 500 jaar dood was kan hij moeilijk van moord worden beschuldigd. In plaats van een advocaat in te huren, roept Van Helsing de hulp in van een psychiater die ooit een van zijn topstudenten was.
Ondertussen blijkt dat Dracula nog een dochter heeft: gravin Marya Zaleska. Zij reist met behulp van haar handlanger, Sandor, af naar Engeland en steelt Dracula’s lichaam van Scotland Yard. Ze verbrandt het lichaam zodat ze zelf een normale sterveling kan worden. Haar dorst naar menselijk bloed blijft echter aanwezig. Derhalve blijft ze vampiergedrag vertonen. Toevallig ontmoet ze dezelfde psychiater die Van Helsing bijstaat, en vraagt hem haar te helpen haar te genezen. Wanneer ze beseft dat genezing onmogelijk is, lokt Marya hem naar Transsylvanië door zijn geliefde te ontvoeren. Aan het eind van de film vernietigt de psychiater Marya met een kruisboog.

## Rolverdeling
| Acteur               | Personage            | Opmerkingen         |
| -------------------- | -------------------- | ------------------- |
| Otto Kruger          | Jeffrey Garth        |                     |
| Gloria Holden        | Gravin Marya Zaleska |                     |
| Marguerite Churchill | Janet                |                     |
| Edward Van Sloan     | Prof. Von Helsing    |                     |
| Gilbert Emery        | Sir Basil Humphrey   |                     |
| Irving Pichel        | Sandor               |                     |
| Halliwell Hobbes     | Hawkins              | als Halliwell Hobbs |
| Billy Bevan          | Albert               |                     |
| Nan Grey             | Lili                 |                     |
| Hedda Hopper         | Lady Esme Hammond    |                     |
| Claud Allister       | Sir Aubrey           | als Claude Allister |

## Achtergrond

### Productie
Universal had al langer plannen voor een vervolg op hun succesvolle film Dracula. Er bestonden al wat scenario's gebaseerd op het verhaal "Dracula's Guest", een verwijderd hoofdstuk uit Bram Stokers roman. Pas na het succes van Bride of Frankenstein in 1935 zette Universal de plannen om een vervolg te maken definitief voort. James Whale werd ingehuurd om het scenario te schrijven, maar al snel kreeg hij onenigheid met de producers. Whale had volgens de producers veel te grote plannen. Zo wilde hij alle acteurs uit de originele film weer mee laten doen in deze film. Daar hij geen zin had om een low-budgetfilm te moeten maken, verliet Whale het project. Ook alle andere acteurs vertrokken, behalve Edward Van Sloan, die wederom de rol van Van Helsing speelde.
Béla Lugosi zou oorspronkelijk ook weer meedoen in de film, maar om onbekende redenen werd hij uit het scenario geschreven. Lugosi had echter al een contract getekend met Universal, dus kreeg hij ondanks dat hij niet langer meespeelde in de film toch een deel van de opbrengst.

### Reacties
Dracula's Daughter wordt over het algemeen gezien als een van de zwakkere horrorfilms van Universal. Dit is deels te wijten aan het ontbreken van bekende sterren in de film zoals Béla Lugosi.